# Pierre Barrois
Pour les articles homonymes, voir Barrois (homonymie).
Pierre Barrois, comte de l'Empire, né le 30 octobre 1774 à Ligny-en-Barrois dans la Meuse et mort le 19 octobre 1860 à Villiers-sur-Orge, en Seine-et-Oise, est un général français de la Révolution et de l'Empire.

## Biographie
Fils de Jacques-François Barrois, de Ligny, et de Marguerite Gérard, de Velaines, Pierre Barrois entre au service le 12 août 1793 dans le bataillon des éclaireurs de la Meuse et passe lieutenant le 12 septembre de la même année. Il commande cette unité à la bataille de Wattignies le 15 octobre 1793. Le bataillon de la Meuse, amalgamé avec les chasseurs des Cévennes, devient le 9e régiment d'infanterie légère et combat dans les armées du Nord et de Sambre-et-Meuse à la 9e demi-brigade, sous les ordres de Marceau puis de Hoche. Barrois se trouve aux batailles de Fleurus et de la Roër avant d'être nommé capitaine adjudant-major pendant le second blocus de Mayence. 
Son régiment se distingue à la bataille de Marengo et y reçoit le surnom d'« incomparable », que le Premier consul fait inscrire sur son drapeau, tandis que lui-même est fait chevalier de la Légion d'honneur. Il est envoyé en Vendée puis en Italie et est ensuite muté au 96e régiment d'infanterie de ligne. Nommé colonel du 96e de ligne, il se rend au camp de Mont-Cenis sous les ordres du maréchal Ney. Peu après, il est élevé au grade d'officier de la Légion d'honneur et reçoit la croix de commandeur après la bataille d'Austerlitz. 
Il participe au procès du duc d'Enghien où il est le seul à voter pour un sursis à son exécution. Le 14 février 1807, Barrois est promu au grade de général de brigade. Ses actions d'éclat se répètent, et après la bataille de Friedland, l'Empereur nomme les généraux Barrois et La Bruyère grands officiers de la Légion d'honneur. Un an après la paix de Tilsitt, sa division se rend en Espagne et se couvre de gloire aux batailles d'Espinosa, Somosierra, Uclès, Medellín, Talavera et Chiclana. Il est nommé général de division le 27 juin 1811. 
Il quitte ensuite le commandement de cette division pour se rendre à Vilna, où il arrive après la campagne et il se voit alors confier une division de la Jeune Garde avec laquelle il se trouve à la bataille de Bautzen, aux combats de Reichenbach et de Görlitz et enfin à la bataille de Dresde. Après s'être battu avec courage à Wachau le 16 octobre et à Leipzig, il est chargé, de concert avec la division Roguet, de former l'arrière-garde de l'armée jusqu'au Rhin. Lorsque sa division repasse le fleuve, elle est réduite à 2 500 hommes. Barrois prend part à la campagne de Belgique aux ordres du général Maison et prend une part active à la bataille de Courtrai le 31 mars 1814. 
Après l'abdication de l'Empereur, il se retire à la campagne. En mars 1815, il est mis à la tête d'une division de six régiments et commande une division de la Jeune Garde lors des batailles de Ligny et de Waterloo au cours de laquelle il est blessé à l'épaule gauche. Mis en disponibilité le 1er janvier 1825, il reprend du service en 1830 en étant nommé au commandement de la 3e division militaire à Metz. Il prend part en 1831 à la campagne de Belgique à la tête de la 1re division de l'armée du Nord. Il devient par la suite successivement inspecteur général et président du comité de la Guerre.

## Famille
Marié en 1803 à Adélaide Jeanne Victoire Lévéque de Vilmorin, ils ont deux filles : Adélaide Blanche et Ermance Victoire Adélaide Barrois.

### Distinctions
- Nom gravé sous l'arc de triomphe de l'Étoile.

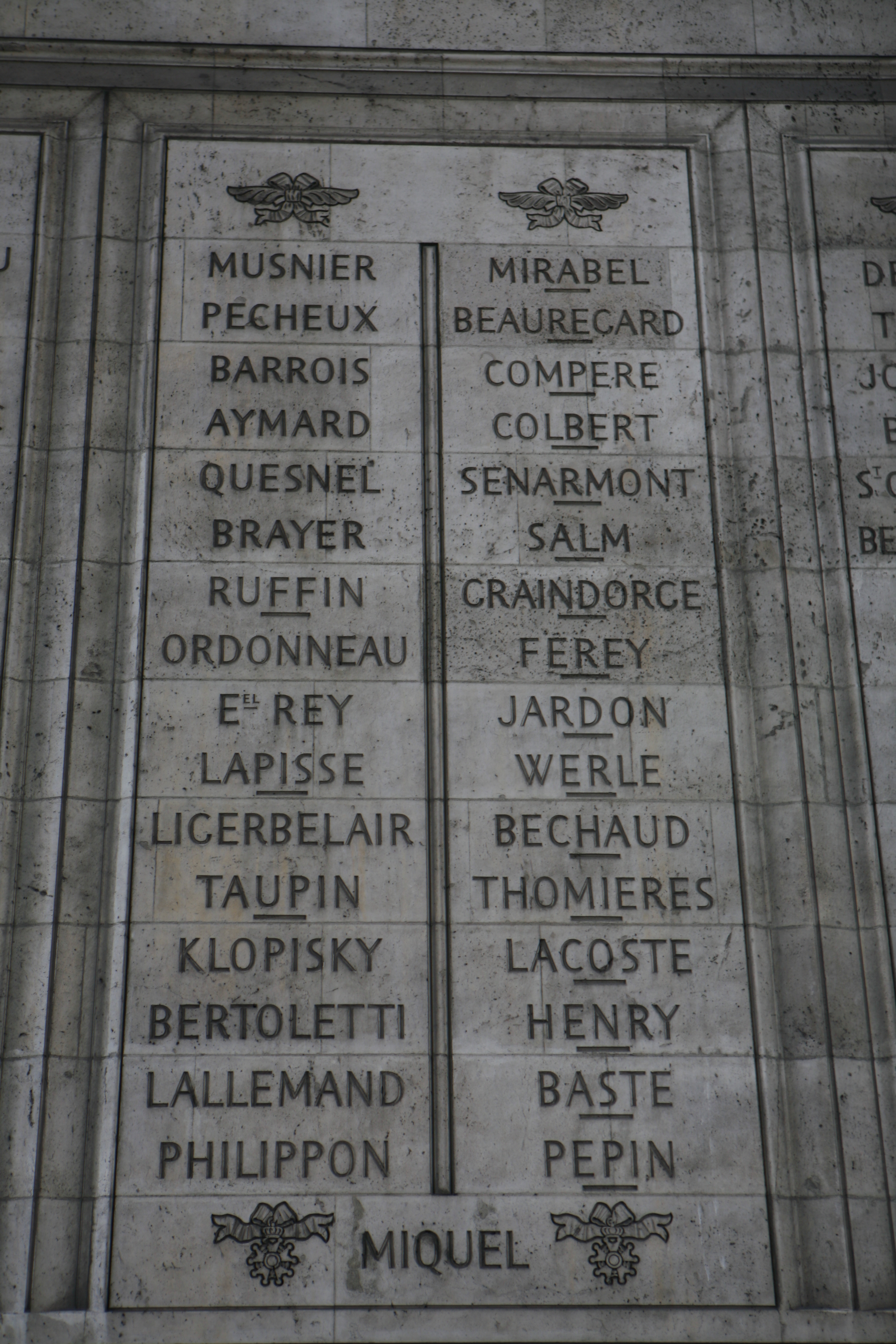
Noms gravés sous l'arc de triomphe de l'Étoile : pilier Ouest, 37e et.

- Grand officier de la Légion d'honneur le 11 juillet 1807 et grand-croix le 30 avril 1836.
- Chevalier de l'ordre royal et militaire de Saint-Louis le 1er septembre 1819.
- Baron de l'Empire le 19 mars 1808.
- Comte de l'Empire le 28 novembre 1813.

## Armoiries
| Figure | Blasonnement |
|        | Armes du baron Pierre Barrois et de l'Empire Écartelé : au premier d'azur au casque grillé, taré de profil d'argent ayant pour cimier un lion naissant d'or, au deuxième des barons tirés de l'armée ; au troisième de gueules au chevron d'or accompagné en cœur d'une étoile d'argent ; au quatrième d'azur au vol ouvert d'argent. |
|        | Armes du comte Pierre Barois et de l'Empire Écartelé : au 1er, des comtes militaires ; au 2e, d'azur à un casque grillé et taré de profil d'argent ayant pour cimier un lion naissant d'or ; au 3e, de gueules à un chevron d'or, accompagné de trois étoiles d'argent ; au 4e, d'azur à trois besants d'argent.                      |